# Cañizar
Cañizar és un municipi de la província de Guadalajara, a la comunitat autònoma de Castella-La Manxa.

## Demografia
| 1991 |  | 1996 |  | 2001 |  | 2006 |  | 2011 |
| ---- |  | ---- |  | ---- |  | ---- |  | ---- |
| 124  |  | 125  |  | 105  |  | 106  |  | 84   |